# La Familia del 6
La Familia del 6 é uma telenovela mexicana, produzida pela Televisa e exibida em 1961 pelo Telesistema Mexicano.

## Elenco
- Miguel Ángel Ferriz
- Angelines Fernández
- Rafael Llamas
- Graciela Doring
- Raúl Macías